# Godzilla: Final Wars
 (novembre 2020).
Si vous disposez d'ouvrages ou d'articles de référence ou si vous connaissez des sites web de qualité traitant du thème abordé ici, merci de compléter l'article en donnant les références utiles à sa vérifiabilité et en les liant à la section « Notes et références ».
Pour les articles homonymes, voir Godzilla.
Série Heisei
Godzilla vs Destroyah
(1995)
Série Millenium
Godzilla, Mothra, Mechagodzilla: Tokyo S.O.S.
(2003)
Pour plus de détails, voir Fiche technique et Distribution.
Godzilla: Final Wars (ゴジラ ファイナルウォーズ, Gojira: Fainaru uôzu) est un film japonais réalisé par Ryūhei Kitamura, sorti en 2004.Il marque la fin de l'ère Millenium de Godzilla.
Le film débute alors que de gigantesques monstres font leur apparition et attaquent les plus grandes capitales du monde. Les armées n'arrivent plus à faire face à cette menace. L'EDF (Earth Defense Force), qui veille à la sécurité de l'humanité, n'a pas d'autre choix : libérer Godzilla.
Ce film coïncide avec les 50 ans du genre Kaijū eiga et de Godzilla au cinéma. Il présente une grande variété d'anciens acteurs et de Kaijū des années 1970-2000.

## Synopsis
Quelques décennies après une attaque initiale sur Tokyo en 1996, Godzilla Junior, en 2004, est piégé sous la glace en Antarctique, après une bataille avec le Gotengo d'origine. Bien plus tard, les catastrophes environnementales provoquent l'apparition de monstres géants et de surhumains, surnommés «mutants». Ils sont recrutés et assimilés dans la Force de défense de la Terre (EDF en anglais pour Earth Defense Force) pour combattre les monstres. Une nuit, un Gotengo amélioré, commandé par le capitaine Douglas Gordon, combat et détruit Manda. Le navire est détruit dans le processus et son capitaine est suspendu de l'EDF. Le soldat mutant Shinichi Ozaki est chargé de garder un biologiste des Nations unies, le Dr Miyuki Otonashi.Celui-ci est envoyé étudier un monstre momifié. Ils sont téléportés à Infant Island, ils rencontrent les Shobijin, les fées de Mothra, qui montrent le monstre momifié sous le nom de Gigan. C'est un cyborg extraterrestre envoyé pour détruire la Terre qui a finalement été vaincu par Mothra. Les fées préviennent qu'une bataille aura bientôt lieu entre puissances et qu'Ozaki doit choisir son camp, car son pouvoir est grand. Des monstres géants attaquent plusieurs grandes villes. Rodan attaque New York, Anguirus attaque Shanghai, Zilla attaque Sydney, King Caesar attaque Okinawa, Kamacuras attaque Paris, Kumonga attaque Phoenix, Ebirah attaque Tokai et Hedorah un endroit inconnu. L'EDF engage le combat avec les créatures : elles disparaissent mystérieusement au moment même où le vaisseau-mère extraterrestre apparaît au-dessus de Tokyo. Les extraterrestres, nommés Xiliens, préviennent qu'une nouvelle planète appelée "Gorath" va bientôt s'écraser sur la Terre. Un pacte de paix est signé entre la Terre et les Xiliens. Pendant ce temps, Minilla, le fils de Godzilla, est retrouvé dans la forêt par un garçon et son grand-père.
Se méfiant des Xiliens, Ozaki, Miyuki et sa sœur, Anna, découvrent que le Gorath qu'ils ont vu est un hologramme. Les extraterrestres ont remplacé plusieurs membres de l'EDF par des doublons. Après cette révélation, le contrôleur des Xiliens, qui s'est appelé X lors d'une interview dans une émission de radio, tue son supérieur pour assumer le commandement. Il révéle son plan : utiliser les humains comme nourriture, tout en prenant le contrôle de tous les mutants, (sauf Ozaki) grâce à une propriété de leur ADN, connue sous le nom de "M-base". X a également placé sous son contrôle les monstres, grâce à la M-base dans leur ADN, et réveille Gigan pour anéantir l'EDF. Le groupe s'échappe, Gigan les poursuit. Gordon les convainc de se rendre en Antarctique pour libérer le Godzilla : lui est immunisé contre le contrôle de Xilien. Il lui manque la base M, et il détruit Gigan. Le Gotengo guide ensuite Godzilla dans la bataille avec les autres monstres, il en épargne 3 par respect, et retourne à Tokyo pour engager les Xiliens. Après avoir pénétré dans le vaisseau-mère, le groupe est capturé, amené devant X alors qu'il invoque Gorath sur Terre. Godzilla détruit Gorath juste avant son crash, libère Monster X et les deux monstres se battent. Un Gigan amélioré aide Monster X mais est intercepté par Mothra. Ce dernier est gravement blessé, mais réussit à détruire le cyborg. Dans le vaisseau Xilien, X révèle que lui et Ozaki sont des êtres supérieurs appelés "Keizers". Ce sont des êtres puissants, distincts des mutants réguliers, ils sont nés dans les rares occasions où l'ADN humain et la base M sont combinés. Il prend le contrôle d'Ozaki pour le transformer en adversaire de son groupe. Un combat éclate, X perd le contrôle d'Ozaki grâce à la bénédiction des Shobijins. X est mortellement blessé, il déclenche l'autodestruction du navire, le groupe se replie sur le Gotengo quelques instants avant l'explosion du vaisseau-mère. Godzilla et Monster X poursuivent leur bataille, ce dernier se montre dans sa véritable forme, Keizer Ghidorah. Au départ, Keizer Ghidorah prend le dessus, mais Godzilla sort vainqueur grâce à la force de kaizer envoyée par Osaki. Minilla apparaît sur les lieux, convainc Godzilla de ne pas tuer les humains. Comme ceux-ci ne s'en prennent pas à Minilla, Godzilla retourne vers la mer. Les survivants regardent pour la dernière fois, Godzilla et Minilla (nouvelles générations) retourner dans l'océan, bien que le combat continue pour la race humaine. Godzilla rugit face aux spectateurs, comme un grand adieu de 50 ans d'histoire.

## Fiche technique
- Titre : Godzilla: Final Wars
- Titre original : ゴジラ ファイナルウォーズ (Gojira: Fainaru wōzu?)
- Réalisation : Ryūhei Kitamura
- Scénario : Isao Kiriyama et Ryūhei Kitamura, d'après une histoire de Wataru Mimura et Shogo Tomiyama
- Production : Shogo Tomiyama
- Musique : Keith Emerson, Nobuhiko Morino, Daisuke Yano, Akira Ifukube (thèmes), Masaru Satoh (thèmes) et Sum 41 (chanson We're All to Blame)
- Photographie : Takumi Furuya et Fujio Okawa
- Montage : Shuichi Kakesu
- Pays d'origine : Japon, Australie, États-Unis, Chine
- Langue : japonais, anglais
- Format : couleurs - 2,35:1 - Dolby Digital - HDTV
- Genre : Action, science-fiction, fantastique et kaiju eiga
- Durée : 125 minutes
- Dates de sortie :
  - États-Unis : 29 novembre 2004
  - Japon : 4 décembre 2004[2]
  - France : 31 août 2005[3]

## Distribution
- Masahiro Matsuoka : le soldat Shin'ichi Ôzaki
- Rei Kikukawa : le biologiste moléculaire Miyuki Otonashi
- Akira Takarada : le secrétaire général des Nations unies Naotarō Daigo
- Kane Kosugi : le soldat Katsunori Kazama
- Kazuki Kitamura : le contrôleur de la planète X
- Maki Mizuno : Anna Otonashi
- Masatō Ibu : le général xilien
- Don Frye : Capitaine Douglas Gordon
- Kenji Sahara : le paléontologue Hachirō Jingûji
- Kumi Mizuno : le commandant Akiko Namikawa
- Tsutomu Kitagawa : Godzilla
- Kazuhiro Yoshida : Gigan / Hedorah
- Toshihiro Ogura : Keizer Ghidorah / Anguirus / Ebirah
- Motokuni Nakagawa : Monster X / King Caesar
- Naoko Kamio : Minilla / Rodan

## Distinctions
- Festival international du film fantastique de Neuchâtel 2005 : Gagné pour le prix du meilleur film
- Fangoria Chainsaw Awards 2004 : Gagné dans la catégorie Scariest Foreign Film

## Accueil critique
Le site Rotten Tomatoes donne au film une note de 59 %, basée sur 13 critiques avec un score total de 5,95 / 10. Steve Biodrowski de Cinefantastique qualifie le film "d'une vague d'excitation explosive".
Jim Agnew de Film Threat donne au film 4,5/5, ajoutant "la bonne nouvelle pour les fans de kaiju est que Godzilla : Final Wars est un film de monstre géant bien plus axé sur l'aspect combats de monstres que ne pouvait l'être Godzilla Vs. Mégalon".
Drew McWeeny d'Ain't It Cool News remarque : "Godzilla: Final Wars gagne une place spéciale dans mon cœur. C'est réflectif et amusant. Un pur plaisir lunatique à chaque image".
Sean Axmaker de Static Multimedia dit : "Réalisé par un vrai fan de la vieille école, c'est succulent, sciemment, avec amour".
Craig Blamer du Chico News & Review qualifie le film "d'étourdi et célébration rapide du grand gars". À l'inverse, David Nusair de Reel Film donne au film 2/5, affirmant que "les combats sont certes assez divertissants mais Ryūhei Kitamura n'était absolument pas le bon choix pour ce film.
David Cornelius d'eFilmCritic donne au film 1,5/5, le qualifiant de "film Godzilla le plus terne et le plus mauvais que j'ai vu depuis très longtemps".
Ty Burr du Boston Globe donne au film 2,5/5, disant "qu'il se concentrait trop sur l'action et la célébration pas assez sur l'histoire".
Parmi les sites Web liés au kaiju, JL Carrozza de Toho Kingdom "adore absolument Final Wars", en disant "ce n'est pas un grand film, mais c'est tellement différent et plein d'adrénaline pour toute la franchise, qu'il est difficile de ne pas l'aimer à ce point".
Mike Bogue de l'Américain Kaiju donne au film 3,5/5 et déclare que "le film est imparfait, mais néanmoins très stylistique et divertissant", disant qu'il y a "trop de batailles" mais que le film "fait un excellent usage de ses monstres et Kitamura maintient les choses en mouvement à un rythme soutenu".
Japan Héros critique "le manque de développement des personnages "mais conclut que Final Wars est "un film très divertissant", disant que "Kitamura a fait un travail ingénieux sur la franchise en faisant un film intéressant et beau, digne d'être le dernier film Godzilla".

### Box office
Le film rapporte 2,4 milliards de yens, pour une dépense de 1,9 milliard de yens. En France, le film sera un échec, car il est le seul Godzilla Japonais à avoir eu une sortie en salles depuis 1975. Le public n'était probablement pas habitué à ce genre de film. Godzilla de 1998 ayant joué un rôle sur l'avis mitigé du public. Le film a cependant reçu un meilleur accueil que le film de Roland Emmerich sorti 6 ans plus tôt, pour des raisons de fidélité aux anciens films.

## Autour du film
En 2004, Godzilla a gagné son étoile à Hollywood lors d'une cérémonie pour la première mondiale. Les premiers spectateurs y ont assisté directement lors de la première mondiale du film. D'anciens acteurs de longue date sont revenus pour la fin de la franchise, comme Akira Takarada qui jouait dans le premier film, ainsi que dans d'autres films de l'ère Shōwa.
Godzilla Final Wars devait être le tout dernier film Godzilla Japonais. Cependant, 12 ans plus tard, face au succès du film américain Godzilla de Gareth Edwards, un nouveau film japonais du genre voit le jour : Shin Godzilla. Ce dernier renvoie directement à la catastrophe nucléaire de Fukushima.
Le film comporte la chanson We're All to Blame par Sum 41 pendant la bataille entre Godzilla et Zilla. Le groupe a été en tête du générique d'ouverture.
Presque tous les monstres de la saga, y compris le Godzilla Américain, ont fait leur apparition dans le film.
Apparemment, Minilla serait une métaphore d'Ishiro Honda, réalisateur du Godzilla original, ce qui expliquerait son comportement durant le film, et son arrivée à la fin.
Apparemment, et selon Kitamura, FinalGogi est la version adulte de Godzilla Junior (1993-1995).
La Toho voulait renouveler l'intérêt de la série, le concept ayant exploré toutes les possibilités d'histoires avec le personnage.